# Dünyamalılar
Dünyamalılar è un comune dell'Azerbaigian situato nel distretto di Beyləqan. Conta una popolazione di 5 968 abitanti.